# 查利·博拉
查利·博拉（英語：Charley Borah，1905年11月11日—1980年4月11日），美国男子田径运动员，主攻短跑。他曾代表美国参加1928年夏季奥林匹克运动会田径比赛，获得男子4×100米接力金牌。